# Piteå landsfiskalsdistrikt
Piteå landsfiskalsdistrikt var 1953–1964 ett landsfiskalsdistrikt i Norrbottens län, bildat 1 oktober 1953 (enligt beslut den 25 september 1953) genom sammanslagning av landsfiskalsdistrikten Piteå norra och Piteå södra. I det nya Piteå distrikt skulle vara anställda två landsfiskaler, varav den ena skulle vara polischef och åklagare och den andre skulle vara utmätningsman. Den 1 januari 1965 avskaffades i Sverige samtliga landsfiskaler och landsfiskalsdistrikt, och deras arbetsuppgifter delades upp på de nyskapade indelningarna polisdistrikt, åklagardistrikt och kronofogdedistrikt.
Landsfiskalsdistriktet låg under länsstyrelsen i Norrbottens län.

## Ingående områden

### Från 1 oktober 1953
- Hortlax landskommun
- Norrfjärdens landskommun
- Piteå landskommun
- Piteå stad